# Strzelecki Creek
Strzelecki Creek är ett vattendrag i Australien. Det ligger i delstaten South Australia, omkring 630 kilometer norr om delstatshuvudstaden Adelaide.
Trakten runt Strzelecki Creek är ofruktbar med lite eller ingen växtlighet. Trakten runt Strzelecki Creek är nära nog obefolkad, med mindre än två invånare per kvadratkilometer. Genomsnittlig årsnederbörd är 219 millimeter. Den regnigaste månaden är februari, med i genomsnitt 70 mm nederbörd, och den torraste är oktober, med 2 mm nederbörd.